# Shun Morishita
Shun Morishita (japanisch 森下 俊 Morishita Shun; * 11. Mai 1986 in der Präfektur Mie) ist ein japanischer Fußballspieler.

## Karriere
Morishita erlernte das Fußballspielen in der Jugendmannschaft von Júbilo Iwata. Seinen ersten Vertrag unterschrieb er 2005 bei Júbilo Iwata. Der Verein spielte in der höchsten Liga des Landes, der J1 League. Für den Verein absolvierte er vier Erstligaspiele. 2009 wechselte er zum Ligakonkurrenten Kyoto Sanga FC. Am Ende der Saison 2010 stieg der Verein in die J2 League ab. 2011 erreichte er das Finale des Kaiserpokal. Für den Verein absolvierte er 68 Ligaspiele. 2012 wechselte er zum Erstligisten Kawasaki Frontale. Für den Verein absolvierte er 12 Erstligaspiele. 2013 wechselte er zum Zweitligisten Yokohama FC. Für den Verein absolvierte er 23 Ligaspiele. 2014 wechselte er zum Ligakonkurrenten Júbilo Iwata. 2015 wurde er mit dem Verein Vizemeister der J2 League und stieg in die J1 League auf. Für den Verein absolvierte er 100 Ligaspiele. 2020 wechselte er zum Drittligisten Iwate Grulla Morioka. Für den Verein aus Morioka stand er achtmal in der dritten Liga auf dem Spielfeld.
Seit dem 1. Februar 2021 ist Morishita vertrags- und vereinslos.

## Erfolge
Kyoto Sanga FC
- Kaiserpokal

Finalist: 2011